# Gondgaon, Aurad
Gondgaon là một làng thuộc tehsil Aurad, huyện Bidar, bang Karnataka, Ấn Độ.